# Павсій
Павсій або Павзій (340 р. до н. е.) — давньогрецький художник. Учень Паррасія. Народився у Сікіоні. Син Бріея, навчався живопису у Памфіла.
Уславився картинами на еротичні теми. Павсій відомий також маленькими картинками-натюрмортами, що зображують букети, гірлянди квітів і крихіток-хлопчиків серед них. Теми цих картин були новими, розробленими самим автором. Саме завдяки Павсію образ крихітки-ерота зробився улюбленим в елліністичний час. Мистецтво Павсія не служило суспільним завданням, не збуджувало високих думок і почуттів, а мало, скоріше, розважальний характер.
Працював у 380-330-х роках до н. е. Картина Павсія «Гликерія» зображала його кохану голою, сидячою на землі серед квітів й плетучу вінок. У I ст. до н. е. цю картину за шалені гроші купив у сікіонців Лукулл. Інші відомі картини Павсія: «Мефе» («Сп'яніння»), «Ерот з лірою», «Жертвоприношення бика».